# Sri Jayachamarajendra College of Engineering
Sri Jayachamarajendra College of Engineering (SJCE) är en teknisk högskola i Mysuru, Indien.